# Galar (concejo)
Pour les articles homonymes, voir Galar (homonymie).
Galar (en espagnol et en basque) est un village situé dans la municipalité de Galar dans la Communauté forale de Navarre, en Espagne. Il est doté du statut de concejo.
Galar est situé dans la zone linguistique mixte de Navarre.

## Transports en commun
Les lignes  11 16 23 N4 de Eskualdeko Hiri Garraioa desservent Kordobila.

### Sources
- (es) Cet article est partiellement ou en totalité issu de l’article de Wikipédia en espagnol intitulé « Galar (concejo) » (voir la liste des auteurs).